# Galina Ulanova

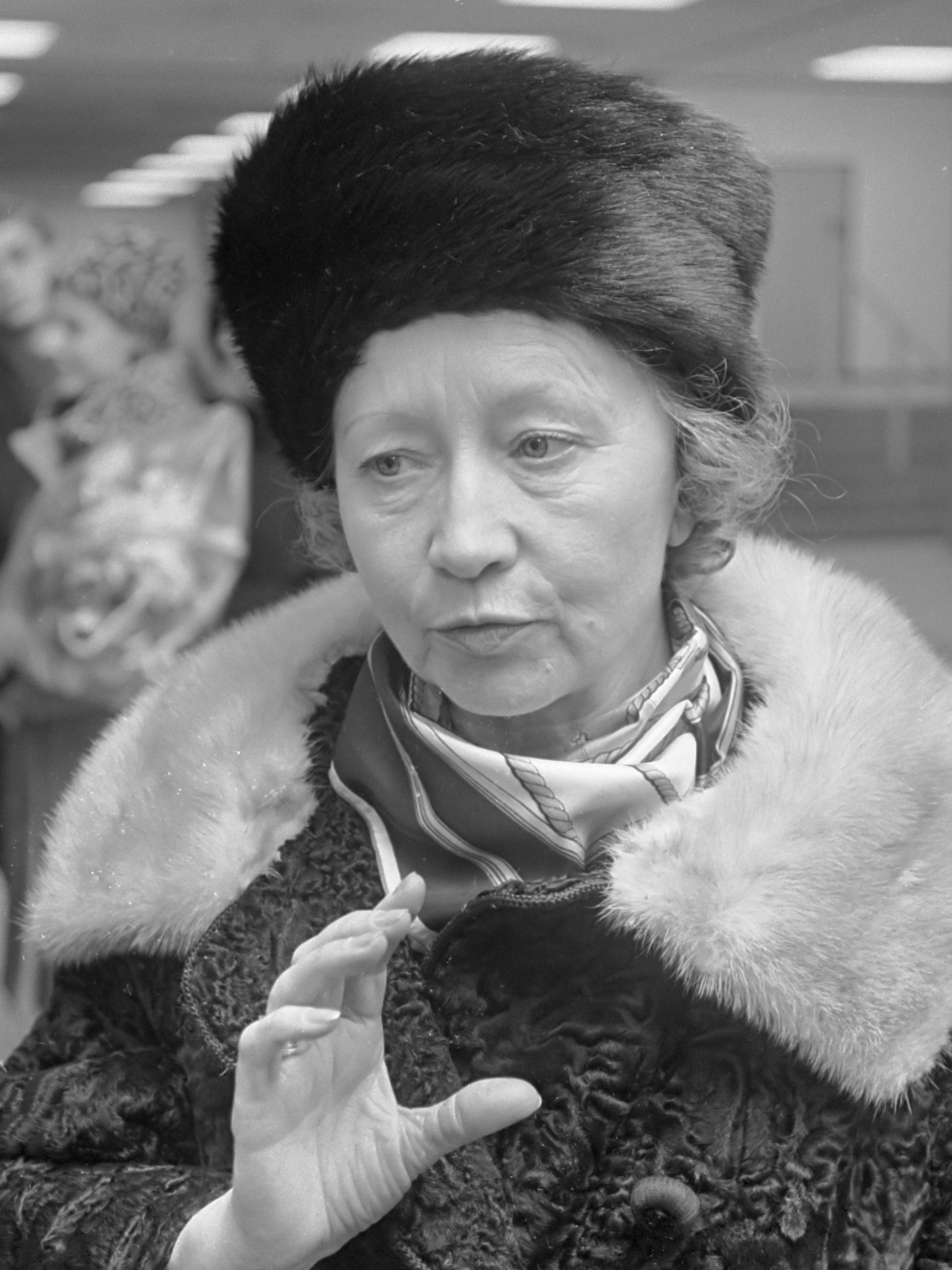
Galina Ulanova (1968)

Galina Sergeevna Ulanova (Галина Сергеевна Уланова), född 8 januari 1910 i Sankt Petersburg, död 21 mars 1998 i Moskva, var en rysk (sovjetisk) ballerina, av många ansedd som Sovjetunionens främsta. 

## Biografi
Ulanova utbildades i Leningrad och kom 1935 till Bolsjojteatern i Moskva, dit hon efter några års bortavaro återvände 1944. Hon tillhörde dess ensemble till 1962 då hon övergick till peagogisk verksamhet vid denna teater.

## Hederbetygelser
Ulanova tilldelades Leninpriset 1957 och Leninorden 1970. Hennes lägenhet i Moskva är nu ett nationellt museum.
Asteroiden 5421 Ulanova är uppkallad efter henne.